# БР-5 (реактор)
БР-5 — исследовательский ядерный реактор на быстрых нейтронах с натриевым теплоносителем. Построен и эксплуатировался в ФЭИ, г.Обнинск, в период с 1959 по 2002 годы.
БР-5 — первый натриевый реактор с ненулевой мощностью на территории СССР и Европы. В 1973 году после реконструкции и повышения мощности реактор получил новое название БР-10.

## История

### Опыт использования реактора БР-2
Необходимость создания реактора на быстрых нейтронах с натриевым теплоносителем была осознана в СССР в 1956 году после неудачи проекта БР-2 — быстрого реактора, в котором в качестве теплоносителя использовалась ртуть (см. Реактор на быстрых нейтронах#Реакторы с ртутным теплоносителем). 
В ходе эксплуатации БР-2 были обнаружены коррозионные повреждения оболочек тепловыделяющих элементов (твэлов), через которые плутоний попадал в теплоноситель. По этим причинам работа реактора БР-2 была прекращена, он проработал всего около года.

### Проектирование
На месте демонтированного БР-2 в здании № 85 ФЭИ был создан новый быстрый реактор БР-5. В качестве теплоносителя в нём был использован жидкий натрий, а в качестве топливного материала для первой загрузки — PuO2. Проектирование, изготовление оборудования, строительные работы и пусконаладочные операции были завершены в срок менее четырёх лет, и в 1959 году БР-5 достиг проектной мощности 5 МВт(тепловых).
Перед реактором БР-5 была поставлена основная задача отработать на практике элементы технологии будущих энергетических и военных быстрых реакторов — насосы, теплообменное оборудование, натриевое оборудование, топливные элементы, системы управления и защиты, и многое другое. Поэтому расширенное воспроизводство плутония в БР-5 не предусматривалось.
Проект БР-5 был подготовлен конструкторской группой ЦНИИ-58, оборонного института, переданного в конце 1950-х годов в состав ОКБ-1 С. П. Королёва. Контроль за проектными работами производился курирующей группой от ФЭИ.

### Основные этапы
- Проектирование и строительство
  - 1956 год — разработка технического задания на проектирование реактора БР-5.
  - 1956—1957 годы — создание проекта реактора БР-5.
  - 1957—1958 годы — производство и монтаж оборудования БР-5 в здании закрытого реактора БР-2.
  - 25 июля 1958 года — физический пуск реактора БР-5 без теплоносителя.
  - 27 января 1959 года — физический пуск реактора БР-5 с теплоносителем, дата начала эксплуатации реактора.
- Эксплуатация
  - 21 июля 1959 года — выход на проектную мощность 5 МВт (тепловых).
  - До 1964 года работал на оксидном плутониевом топливе.
  - 1965—1971 года — топливо карбид урана.
  - 1973 год — реконструкция реактора БР-5 и преобразование его в реактор БР-10.
  - 1973—1979 года — оксидное плутониевое топливо.
  - 1983—1997 года — нитридное урановое топливо.
  - 4 октября 2002 года — завершение работы реактора БР-10.
- Демонтаж

## Краткое описание
| Параметр             | Значение                                                                     | Источник                                     |
| -------------------- | ---------------------------------------------------------------------------- | -------------------------------------------- |
| Топливо              | Двуокись плутония PuO2                                                       | http://www.ippe.ru/podr/ippe1/rpr/3-2rpr.php |
| Размер активной зоны | 280*280 мм                                                                   | http://www.ippe.ru/podr/ippe1/rpr/3-2rpr.php |
| Мощность БР-5 БР-10  | 5 МВт(тепловых) 6 МВт(тепловых) до 1983 года 8 МВт(тепловых) после 1983 года | Юбилейный сборник                            |

## Реконструкция и преобразование в БР-10
В мае (по другим данным, в июне) 1971 года реактор БР-5 был остановлен на реконструкцию для повышения его мощности до значения 10 МВт(тепловых). В течение двух лет было заменено почти все основное оборудование реактора, включая насосы и петлевые каналы, установлена дополнительная биологическая защита и изготовлены новые твэлы. Было также принято решение отказаться от использования сплава натрий-калий во втором контуре реактора. В этих работах принимали участие различные предприятия и организации, входившие в состав Средмаша — такие, как завод имени Орджоникидзе, ВНИИНМ, НИИЭФА и многие другие.
В мае 1973 года состоялся физический пуск модернизированного реактора, получившего название БР-10. Было установлено, что реактор не может работать на мощности свыше 6—6,5 МВт(тепловых). В период с 1979 по 1983 год реконструкция установки была продолжена, что позволило в итоге достичь мощности 8 МВт(тепловых). Начиная с 1983 года и до конца срока службы, реактор БР-10 работал на топливе из мононитрида урана.

## Завершение работы
В декабре 2002 года эксплуатация БР-10 была прекращена. Реактор был переведен в режим окончательного останова, и началась подготовка к его выводу из эксплуатации. Подготовительные работы включали в себя выгрузку топлива из активной зоны, дренирование натрия из контуров и другие операции.
Проект вывода БР-10 из эксплуатации утверждён в 2008 году. В проекте предусматривается завершить демонтаж оборудования всех систем, за исключением самого реактора, к 2020 году. Реактор останется под наблюдением в течение 50 лет. За это время его активность снизится до величин, позволяющих провести демонтаж реактора безопасным образом.

## Основные итоги работы
В ходе эксплуатации реактора БР-5 (БР-10) была отработана технология натриевого теплоносителя для ядерных реакторов и проверена работоспособность трёх различных топливных композиций: PuO2, UC и UN. Облучено свыше 200 экспериментальных сборок с различными топливными, конструкционными и поглощающими материалами. БР-5 (БР-10) использовался как полигон для создания первых систем контроля герметичности оболочек ТВЭЛов для быстрых натриевых реакторов.
В соединённом с БР-5 (БР-10) медицинском комплексе в период с 1985 по 2001 год прошло лечение методами радиотерапии порядка 500 онкологических больных.

## Известные инциденты
1961 год
Реактор остановлен на шесть месяцев из-за роста активности теплоносителя, вызванного выходом в него осколков деления из твэлов. Перед возвращением реактора к работе была проведена дезактивация твэлов, активной зоны и первого контура.
1984 год
Реактор был вынужденно остановлен на три месяца из-за халатности одного из сотрудников, забывшего выложить связку ключей от квартиры из кармана спецодежды при работе на крышке реактора. Ключи выпали и застряли в щели в районе органов регулирования, что мешало нормальной эксплуатации установки. Для извлечения ключей потребовалось изготовить специальные механические приспособления.
1986 год
25 апреля в одном из помещений произошло возгорание натрия, вытекшего из трубопровода из-за ошибки персонала. Пожар был оперативно потушен. Перед возвращением реактора к работе потребовалось провести замену повреждённых кабелей.